# Mistrzostwa Azji w Maratonie 1988
Mistrzostwa Azji w Maratonie 1988 – zawody lekkoatletyczne na dystansie maratońskim, które odbyły się 13 marca 1988 w Ōtsu (mężczyźni) oraz 6 marca 1988 w Nagoi (kobiety).
Były to pierwsze odrębne mistrzostwa Azji w maratonie, we wcześniejszych latach trzykrotnie (1973, 1975 oraz 1985) konkurencję tę rozgrywano w ramach mistrzostw Azji w lekkoatletyce.

## Rezultaty

### Mężczyźni
| Konkurencja:    | 1. miejsce     | Rezultat | 2. miejsce     | Rezultat | 3. miejsce | Rezultat |
| Bieg maratoński | Masayuki Nishi | 2:15:32  | Kim Chang-keun | 2:26:56  | Wu Zhihan  | 2:29:39  |

### Kobiety
| Konkurencja:    | 1. miejsce | Rezultat | 2. miejsce     | Rezultat | 3. miejsce  | Rezultat |
| Bieg maratoński | Xie Lihua  | 2:31:43  | Yoshiko Hidaka | 2:40:29  | Mar Mar Min | 2:41:52  |